# Tenuipalpus ludhianaensis
Tenuipalpus ludhianaensis är en spindeldjursart som beskrevs av Sadana och Chhabra 1980. Tenuipalpus ludhianaensis ingår i släktet Tenuipalpus och familjen Tenuipalpidae. Inga underarter finns listade i Catalogue of Life.